# Fronalpstock (bergstopp i Schweiz)
Fronalpstock är en bergstopp i Schweiz.   Den ligger i kantonen Glarus, i den östra delen av landet, 130 km öster om huvudstaden Bern. Toppen på Fronalpstock är 2 124 meter över havet, eller 271 meter över den omgivande terrängen. Bredden vid basen är 1,00 km.
Terrängen runt Fronalpstock är huvudsakligen mycket bergig. Närmaste större samhälle är Mollis, 3,5 km nordväst om Fronalpstock. 
Trakten runt Fronalpstock består i huvudsak av gräsmarker. Runt Fronalpstock är det ganska glesbefolkat, med 24 invånare per kvadratkilometer.